# Robin Ventura

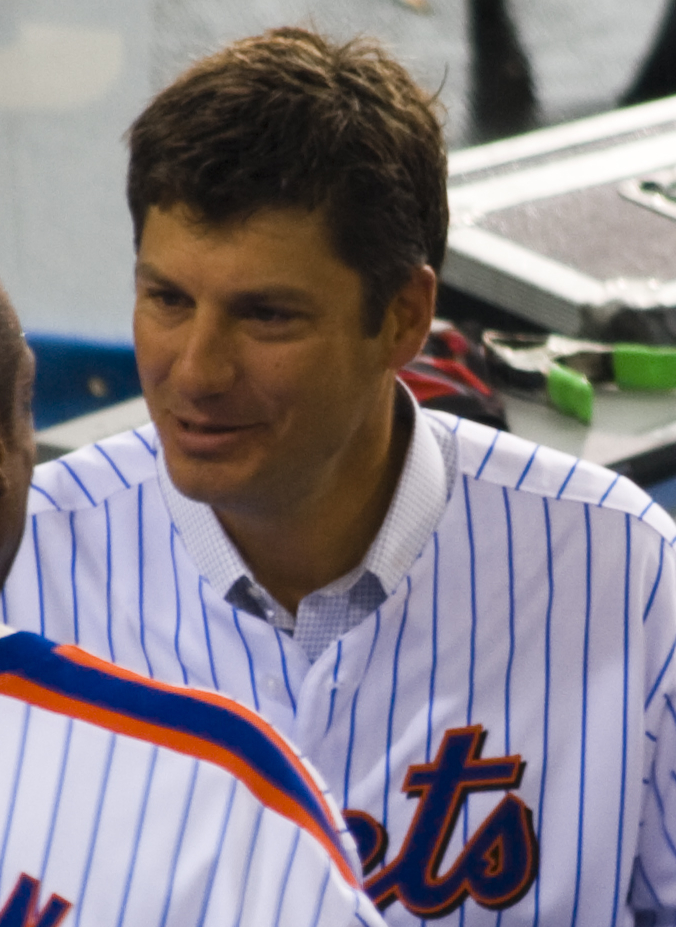

Robin Ventura (Santa María, California, Estados Unidos; 14 de julio de 1967) es un jugador profesional de béisbol, el más notable de Chicago White Sox. Su primer debut fue el 12 de septiembre de 1989.
Cuando concurría a la escuela secundaria de Santa Bárbara, en California bateo 204 veces en 69 juegos en 1986.

## Curiosidades
Lanza con la mano derecha y batea con a la izquierda.